# مجلة الدراسات الإستراتيجية
مجلة الدراسات الإِستراتيجية (بالإنجليزية: Journal of Strategic Studies)‏ هي مجلة فصلية علمية محكمة تصدر عن مركز البحرين للدراسات والبحوث في مملكة البحرين. تعنى بالموضوعات السياسية والاقتصادية والاجتماعية والتربوية والعلمية وقضايا حوار الاديان والحضارات ذات البعد الاستراتيجي.